# Trechiama
Trechiama  (лат.) — род жуков-жужелиц из подсемейства трехин. Описано более 140 видов, которые распространены в Приморском и Хабаровском краях, КНДР (подрод Leptepaphiama), Китае и Японии, в последнем сосредоточено большее количество видов (подрод Trechiama).